# Autobiography
Autobiography는 미국의 싱어송라이터 애슐리 심슨의 데뷔 스튜디오 음반이다. 미국에서 2004년 7월 20일, 게펜 레코드를 통해 발매되었으며, 빌보드 200에 1위로 데뷔하며 미국에서 트리플 플래티넘 인증을 받았다. 음악적으로 록과 팝의 장르를 결합시켰다.